# La movida (serie de televisión)
Hustle (en español: La movida) es una exitosa serie dramática de la televisión británica producida por Kudos Film & Television y originalmente transmitida por la BBC One en el Reino Unido. 
La serie muestra a un grupo de estafadores en sus intentos de engañar a las víctimas para obtener su dinero. A pesar de su oficio, se adhieren a un estricto código ético, estafando dentro de lo posible sólo a aquellos que a su juicio lo merecen (y que puedan cubrir los gastos), citando la primera regla de la estafa: No se puede engañar a un hombre honesto.
La serie fue creada por Tony Jordan y contó con la participación de actores invitados como Anna Chancellor, Tamzin Outhwaite, Indira Var, Ben Miles, Branka Katic, David Haig, Charlie Creed Miles, Ronald Pickup, Stanley Townsend, Rebecca Lacey, Lee Ingleby, Fay Ripley, Paul Nicholls, Max Beesley, Joe Armstrong, Vincent Regan, Robert Pugh, Orla Brady, David Calder, Robert Llewellyn, Mel Smith, Sara Cox, Linford Christie, Richard Chamberlain, Silas Carson, Martin Townsend, Martin Kemp, Sheila Hancock, entre otros...
La octava y última temporada se estrenó el 13 de enero de 2012. Para esta última temporada los actores Marc Warren y Jaime Murray regresaron para el último episodio de la serie. La serie terminó el 17 de febrero de 2012.

## Historia
La serie sigue las aventuras de Mickey, Ash, Albert, Sean y Emma quienes buscan estafar a toda la gente deshonesta para darles una lección. Durante el transcurso de los episodios los personajes tendrán que balancear tanto su vida personal como la "profesional".

## Personajes[6]
| Actor            | Personaje                     | Trabajo    | N.º de episodios | Temporada                |
| ---------------- | ----------------------------- | ---------- | ---------------- | ------------------------ |
| Robert Glenister | Ash "Three Socks" Morgan      | Estafador  | 48               | 2004 - 2012              |
| Robert Vaughn    | Albert Stroller               | Estafador  | 48               | 2004 - 2012              |
| Adrian Lester    | Michael "Mickey Bricks" Stone | Estafador  | 42               | 2004 - 2006, 2009 - 2012 |
| Marc Warren      | Danny Blue                    | Estafador  | 25               | 2004 - 2007, 2012        |
| Jaime Murray     | Stacie Monroe                 | Estafadora | 25               | 2004 - 2007, 2012        |
| Matt Di Angelo   | Sean Kennedy                  | Estafador  | 24               | 2009 - 2012              |
| Kelly Adams      | Emma Kennedy                  | Estafadora | 24               | 2009 - 2012              |

### Personajes recurrentes
| Actor      | Personaje | Empleo    | Episodios | Duración    |
| ---------- | --------- | --------- | --------- | ----------- |
| Rob Jarvis | Eddie     | Cantinero | 47        | 2004 - 2012 |

### Antiguos personajes principales
| Actor          | Personaje  | Empleo    | Episodios | Duración |
| -------------- | ---------- | --------- | --------- | -------- |
| Ashley Walters | Billy Bond | Estafador | 6         | 2007     |

## Reglas de sus estafas
El grupo de estafadores que protagoniza la serie se rige bajo un estricto código ético basado en las 8 reglas de la estafa. Esto hace que el público sienta cierta empatía por ellos a pesar de su condición de delincuentes. Las reglas son:
1. No se puede estafar a un hombre honesto.(Siempre mantente un paso adelante de la víctima.)
2. Alimenta la codicia.
3. Siempre brinda al blanco una salida.
4. Nunca le des a un tonto un trato justo.
5. Todo depende del detalle.
6. No tengas en tu vida nada de lo cual no te puedas liberar en un segundo.
7. Siempre cuida las espaldas de tu líder.
8. No todo es dinero.

## Episodios
Los seis episodios que conforman la primera temporada fueron originalmente transmitidos en febrero y marzo de 2004, mientras que la segunda temporada comenzó el 29 de marzo de 2005 y continuó hasta mayo de ese año. La tercera se inició el 10 de marzo de 2006 (el 14 de abril en la BBC Scotland). Después del final de la tercera temporada, la BBC confirmó que habría una cuarta, la cual sería transmitida el año siguiente (2007). 

### La cuarta pared
Es una constante en la serie que los personajes atraviesen la cuarta pared (al menos una vez por episodio). Por ejemplo, en muchos capítulos aparecen hablando a otros personajes que están congelados, discutiendo entre sí, o incluso con la audiencia mientras el tiempo está parado. Otros momentos en los que la cuarta pared es quebrada son más sutiles: a medida que la estafa va tomando forma, uno de los miembros de la banda suele sonreír a la cámara o hacer un comentario dirigiéndose a la misma.

### Fantasía
Algunos capítulos incluyen secuencias de fantasía. Ejemplos de ello son un musical de Hollywood en Faking It, un musical de Bollywood en el episodio 4 de la temporada 3, o la aparición de los personajes en lo que parece una película antigua sin sonido y en blanco y negro. 

### Finales
Al final de cada episodio se revelan detalles y hechos hasta el momento ocultos sobre el procedimiento llevado a cabo por los estafadores para conseguir su objetivo. No todas las estafas descritas son exitosas; algunos capítulos se centran en las relaciones entre los personajes y las consecuencias de sus acciones.

## Producción
En octubre de 2005, se anunció que la BBC había vendido los derechos de transmisión en los Estados Unidos para televisar las dos primeras temporadas al canal de cable AMC, que también se había convertido en un socio de producción para la tercera temporada. La serie también es transmitida en España y Latinoamérica a través de People+Arts (canal perteneciente a la sociedad Discovery Channel - BBC), así como también en Canadá por la CBC desde junio de 2006; la CBC transmitió las dos primeras temporadas consecutivamente.